# (2255) Qinghai
(2255) Qinghai ist ein Asteroid des Hauptgürtels, der am 3. November 1977 am Purple-Mountain-Observatorium in Nanjing entdeckt wurde.
Benannt ist der Asteroid nach der chinesischen Provinz Qinghai.